# José Lanz
José María de Lanz y de Zaldívar (Campeche, México, 26 de marzo de 1764 - París, 1839), ingeniero novohispano, inmigrado a la península ibérica de niño. 

## Biografía
Nació en Campeche, México, en una familia de origen navarro y cursó sus estudios en el Real Seminario de Vergara. En 1781 ingresó en la Real Compañía de Guardias Marinas de Cádiz, lo que le situó en la órbita de la gran generación de navegantes españoles encabezada por Vicente Tofiño, quien le escogió para trabajar en el Atlas marítimo de España.  
En 1791 se fue a vivir a París, en donde contrajo matrimonio con Teresa Bennland y posteriormente terminó sus estudios. En 1794 se negó a regresar a España al estallar la guerra de la Convención. Tras esto obtuvo la nacionalidad francesa y trabajó como matemático en el Bureau du Cadastre. Hábil en esta asignatura, fue nombrado profesor en el año 1802 en la Escuela de Ingenieros de Caminos, Canales y Puertos de Madrid, por su director Agustín de Betancourt. Juntos colaboraron en un famoso libro sobre la confección de máquinas, publicado en francés con el título Essai sur la composition des machines (Ensayo sobre la composición de las máquinas, 1808). En 1805 abandonó su labor de docente, al encomendarle el ministro de Hacienda una misión de documentación industrial y adquisición de maquinaria en París. 
Lanz volvió a España en septiembre de 1809 ya que aceptó su designación para la jefatura de la sección primera del ministerio del Interior la cual estaba encargada principalmente de la división territorial. Él fue quien diseñó las famosas prefecturas, cabe destacar que fue el Gobierno de José I el que asignó dicho nombre a la repartición territorial puesto que en el plan de Lanz la nación se dividía en departamentos. El decreto de la creación de las 38 prefecturas peninsulares fue firmado por el ministro de Estado, Mariano Luis de Urquijo, el 17 de abril de 1810, en Sevilla. 
Afrancesado, se vio obligado a huir de España y morir en el destierro, obtuvo un puesto de director en la Escuela de Matemáticas de Argentina en 1816 y finalmente volvió a París en donde trabajó en la famosa fábrica de relojes Breguet. Murió en París en 1839.